# 1311
1311 (MCCCXI) je bilo navadno leto, ki se je po julijanskem koledarju začelo na petek.

## Dogodki

### Henrik VII. Luksemburški v Italiji
- 6. januar - Milano: nemški kralj Henrik VII. Luksemburški je kronan za kralja Italije. Tekom leta njegovo nastopaštvo in nasilje odvrneta mnogo gibelinskih in gvelfskih simpatizerjev. Upori v lombardskih komunah so zatrti s silo.
  - Milanski vladar Gvido della Torre poskusi z neuspešnim uporom in je izgnan. Henriku VII. se brez boja podredijo mesta Parma, Lodi, Verona in Padova. Po devetih letih se iz izgnanstva vrne gibelinska hiša Visconti pod vodstvom Matteo I. Viscontija, ki ga Henrik VII. pooblasti za cesarskega vikarja Lombardije.
- 7. februar - Praga: kronanje Henrikovega sina Ivana Luksemburškega za češkega kralja.
- 26. april - Nemška vojska pod vodstvom Henrika VII. zavzame uporno Cremono in podre mestno obzidje.
- junij - Obleganje Brescie vzame Henriku VII. štiri mesece. Medtem odporniško pobudo prevzamejo gvelfovske Firence skupaj z ostalimi večjimi gvelfovskimi mesti Lucca, Siena in Bologna. Omenjena mesta uspešno apelirajo na papeža Klemena V. v Avignonu, da Henriku VII. odreče moralno podporo, in neapeljskega kralja Roberta Anžujskega, ki ga opomnijo na zanj neugodne posledice, če v Italiji prevlada nemški kralj.
- 18. september - Zavzetje Brescie. Od tam Henrik VII. napreduje v Genovo, ki ga podpre v političnih ambicijah.
- december - Severno italijanska mesta, ki so opogumljena od podpore Neapeljcev, začno z uporom proti Henriku VIII. 1312 ↔

### Ostalo
- 27. januar - Umrlega mongolskega vrhovnega kana Hajisana[1] nasledi mlajši brat Ajurbarvada, ki iz politike izrine sinova umrlega vrhovnega kana. Novi vrhovni kan/kitajski cesar je že pred bratovo smrtjo vodil upravo kitajskega cesarstva, zato je zelo izobražen v konfucijanstvu in kitajski zgodovini.
- 15. marec - Bitka pri Halmyrosu, Atenska vojvodina: najemniška Katalonska združba odločujoče porazi vojsko atenskega vojvode Valterja V. Briennskega in se polasti omenjene vojvodine. Bitko odločijo turkopoli, ki so spremljali Katalonsko združbo. Sprva so zavrnili udeležbo v bitki, ki so jo zaradi maloštevilčnosti Kataloncev smatrali za vnaprej izgubljeno, a so se nato tekom boja pridružili zaveznikom in križarskim Atencem vpadli v hrbet. V bitki pade skoraj vse atensko plemstvo, zato se večina ostalih utrjenih mest brez boja preda Kataloncem. Edini problem uspeha Katalonske združbe je, da nima voditelja, zato se obrnejo na aragonsko krono, naj jih legitimira. 1312 ↔
- 3. maj - Umrlega velikega mojstra vitezov križnikov Sigfrida iz Feuchtwangna nasledi Karl iz Trierja, 16. veliki mojster po seznamu.
- 29. maj - Umrlega aragonskega kralja Majorke Jakoba II. nasledi sin Sančo I.. Omenjeni prav tako nasledi celinska vazalstva grofa Cerdanyje in Roussillona ter baronstvo Montpellier.
- 13. avgust - Umrlega beneškega doža Pietra Gradeniga nasledi Marino Zorzi, 49. beneški dož po seznamu. Ker so Benetke pod papeževim interdiktom, za umrlim dožem ni opravljen cerkveni obred in je pokopan v neoznačenem grobu. Tudi novi dož ni naklonjen spravi(=podreditvi) papežu.
- 16. oktober - Začetek Viennskega koncila, ki ga je na pritisk francoskega kralja Filipa IV. Lepega sklical papež Klemen V. z namenom, da razpusti viteški red templarjev. Večina udeležencev koncila se že na začetku strinja, da bi morali imeti templjarji pravico do obrambe in da priznanja izsiljena z mučenjem niso zadosten razlog za obsodbo. Filip Lepi načrtno blokira njihove pobude. 1312 ↔
- 28. oktober - Umrlega veronskega vladarja Alboina I. della Scaligerja nasledi mladoletni sin Albert II. della Scala. Regentstvo prevzame brat umrlega Cangrande I.
- Anglija: angleški kralj Edvard II. se izkaže za nekompetentnega vladarja: florentinski banki Frescobaldi dolguje več kot 22.000 funtov, (nezaželenemu) prijatelju Piersu Gavestonu je podelil velika pooblastila in je žaljiv do njemu zoprnih plemičev. Zastopništvo enaindvajsetih vplivnih plemičev, ki bojkotira parlamentarna zasedanja, izda Dekret (Ordinances), s katerim zahteva večjo udeležbo v kraljevi politiki, konkretneje, da kralj kot svetovalca odpusti in izžene nesposobnega Gavestona. Dekret še ponavlja nekatera določila Magne Carte glede omejevanja in posvetovanja kralja s parlamentom v zadevah, ki imajo neugodne finančne posledice za plemstvo in mesta (vojna, prenos posesti, posojila).

- - Dokončanje Katedrale v Lincolnu. Kot kamnita gradnja je visoka 83 metrov, leseni vrh zvonika pa še skoraj enkrat toliko, s čimer postane najvišja stavba na svetu. Dotedanji rekord je več kot 4000 let držala Keopsova piramida. Rekord drži do leta 1549, ko je zvonik uničen v viharju.
- Umrlega gruzijskega kralja[2] Davida VIII., ki je vladal zgolj vzhodnemu delu Gruzije, nasledi sin Jurij VI.
- General Delhijskega sultanata Malik Kafur se potem, ko je plenil po hindusjkih kraljestvih Dekanske planote, vrne v Delhi z obilnim izplenom. Med ostalimi zakladi prispeva v zakladnico sultana Alauddina Hildžija sloviti največji diamant na svetu Koh-i-Noor, ki je prej krasil eno od hindujskih svetišč.
- Frankfurt na Majni: mestni pisarji začno voditi stalno evidenco prebivalcev mesta (Frankfurter Bürgerbuch).
- Sienski slikar Duccio dokonča po treh letih dela oltarno sliko Marijino Veličastje (Maestà) za mestno stolno katedralo. Mojstrovina je eno pomembnejših del zgodnje renesančne umetnosti. 1315 ↔
- Točno sto let po začetku nadgradnje stare v požaru uničene katedrale je končana v gotskem slogu prenovljena Katedrala v Reimsu.

## Rojstva
- 28. januar - Ivana II., francoska princesa, kraljica Navarre († 1349)
- 24. junij - Filipa Hainauška, angleška kraljica († 1369)
- 1. julij - Liu Ji, kitajski filozof, državnik, pesnik († 1375)
- 13. avgust - Alfonz XI., kastiljski kralj († 1350)
- Margareta II., grofica Hainauta, Holandije (I.), Zeelandije (I.), nemška cesarica († 1356)
- Peter I., bourbonski vojvoda († 1356)

## Smrti
- 27. januar - Hajisan/cesar Wuzong, mongolski veliki kan, kitajski cesar dinastije Yuan (* 1281)
- 15. marec - Valter V. Briennski, atenski vojvoda (* 1278)
- 3. maj - Sigfrid iz Feuchtwangna, 15. veliki mojster vitezov križnikov
- 29. maj - Jakob II., aragonski princ, kralj Majorke (* 1243)
- 13. avgust - Pietro Gradenigo, 49. beneški dož (* 1251)
- 28. oktober - Alboino I. della Scala, vladar Verone (* 1284)
- 14. december - Margareta Brabantska, nemška kraljica (* 1276)
- Arnold iz Villanove, katalonski zdravnik[3] (* 1235)
- David VIII., gruzijski kralj (* 1273)
- Kutb al-Din al-Širazi, perzijski učenjak, znanstvenik in pesnik (* 1236)